# James A. Robinson
James Alan Robinson (n. 27 februarie 1960) este un economist și politolog britanic, profesor la Universitatea din Chicago. Anterior a predat la Universitatea Harvard, Universitatea Berkeley din California, University of Southern California și University of Melbourne. În 2024 i-a fost decernat Premiul Nobel pentru Științe Economice, alături de Daron Acemoglu și Simon Johnson, „pentru studii asupra modului în care instituțiile se formează și afectează prosperitatea”.